# 訃報 1987年6月
訃報 1987年6月（ふほう 1987ねん6がつ）では、1987年（昭和62年）6月中に物故した、又は物故が報じられた人物についてまとめる。

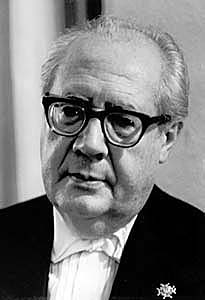
アンドレス・セゴビア／6月3日没

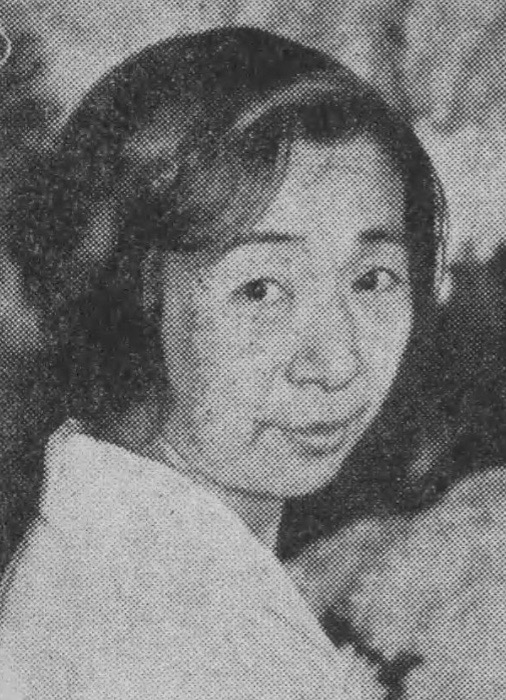
森茉莉／6月6日没

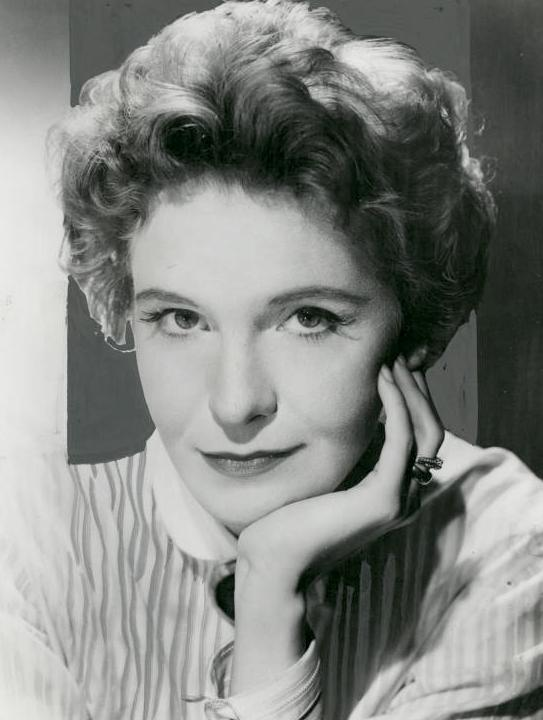
ジェラルディン・ペイジ／6月13日没

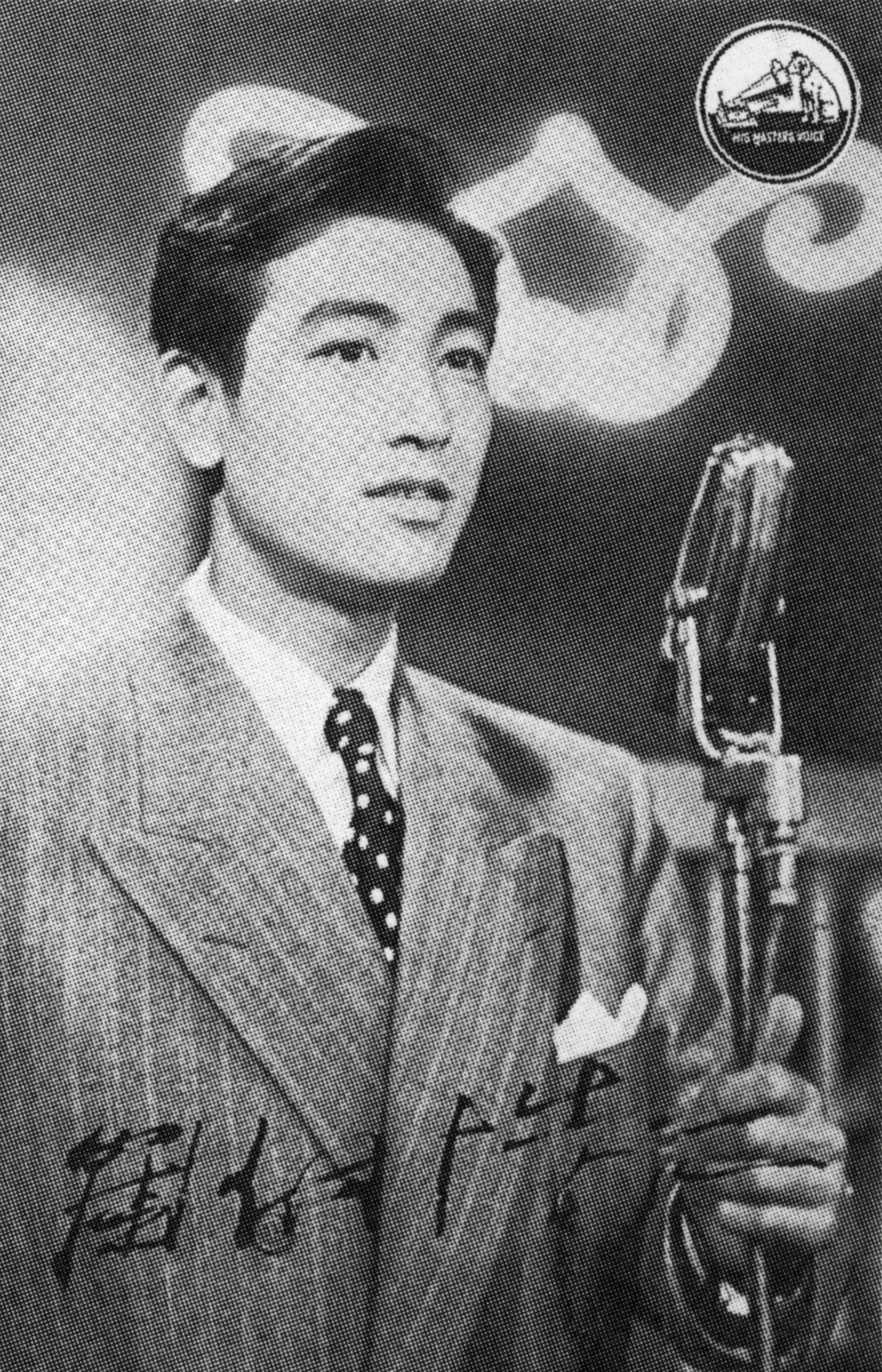
鶴田浩二 / 6月16日没

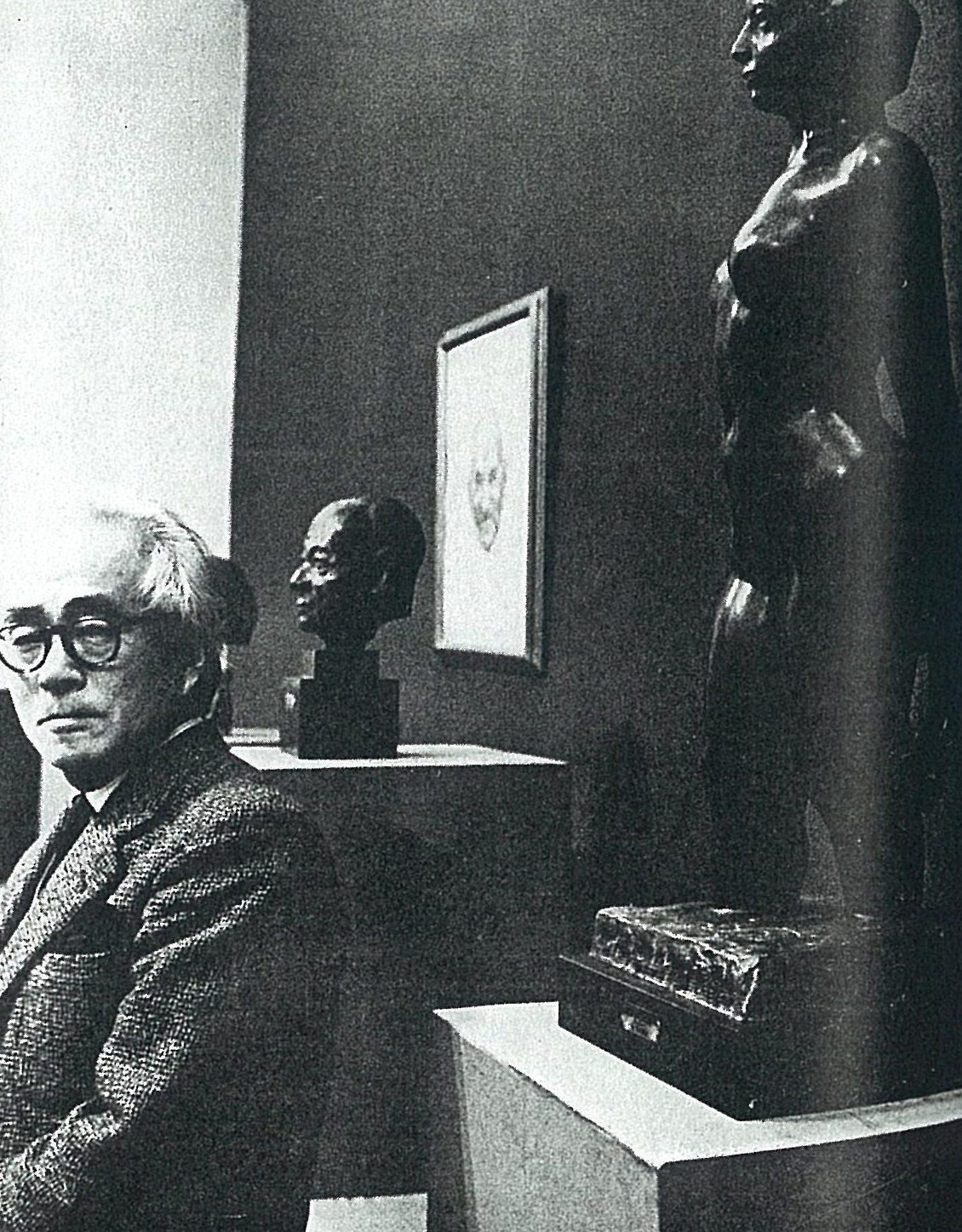
高田博厚／6月17日没

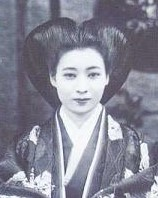
嵯峨浩／6月20日没

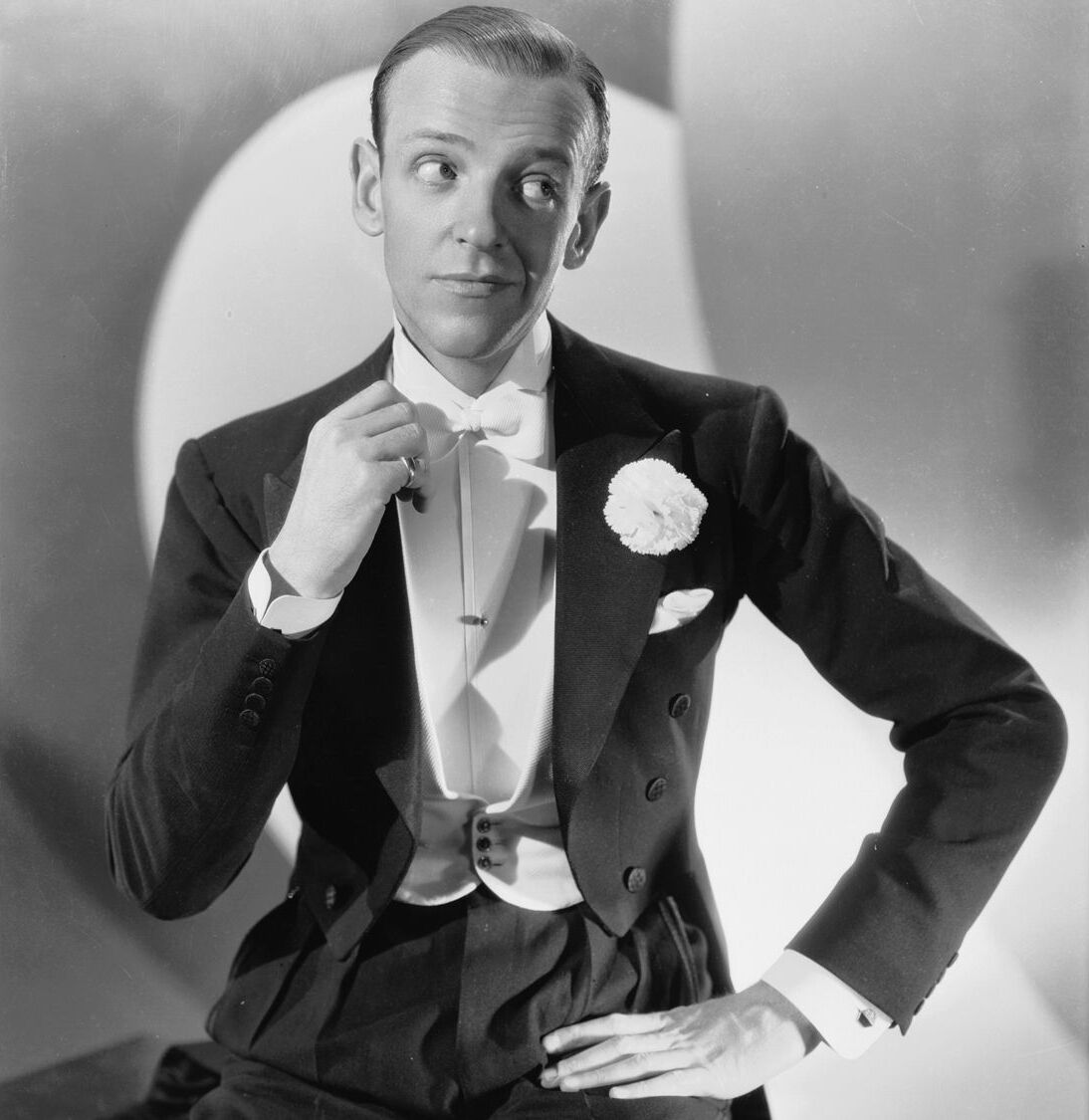
フレッド・アステア／6月22日没

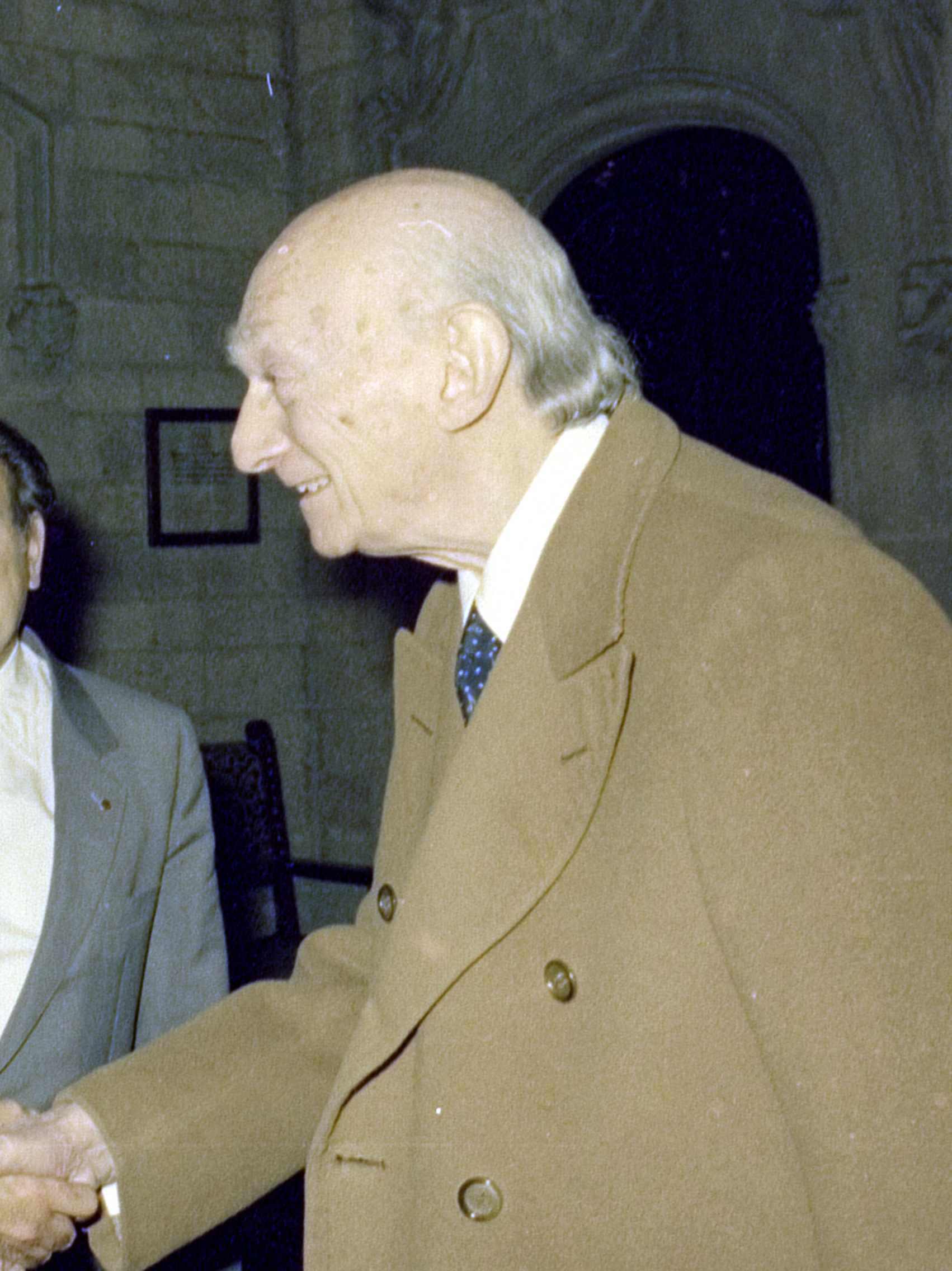
フェデリコ・モンポウ／6月30日没

## （1日 - 15日）
- 6月3日 - アンドレス・セゴビア、ギタリスト（* 1893年）
- 6月5日 - 高橋新吉[1]、詩人（* 1901年）
- 6月6日 - 森茉莉、小説家（* 1903年）
- 6月7日 - 呉昌征、元プロ野球選手（* 1916年）
- 6月9日 - モニク・アース、ピアニスト（* 1909年）
- 6月10日 - 野間惟道、5代目講談社社長（* 1937年）
- 6月13日 - ジェラルディン・ペイジ、女優（* 1924年）
- 6月14日 - 中川平太夫、政治家、元福井県知事（* 1915年）

## （16日 - 30日）
- 6月16日 - 鶴田浩二[2]、俳優（* 1924年）
- 6月17日 - 高田博厚、彫刻家（* 1900年）
- 6月20日 - 嵯峨浩、満州国皇帝溥儀の弟溥傑の妻（* 1914年）
- 6月22日 - フレッド・アステア、俳優・ダンサー・歌手（* 1899年）
- 6月30日 - フェデリコ・モンポウ、作曲家（* 1893年）